# Boris Malenko
Lawrence J. Simon, mais conhecido pelo seu nome no ringue Boris Malenko (Newark, Nova Jérsia, 28 de junho de 1937, + Tampa, Florida, 1 de setembro de 1994) foi lutador de wrestling profissional norte-americano.
Boris é o pai dos também lutadores Joe e Dean Malenko.

## Carreira
Lawrence fez sua estréia em meados dos anos 50, no circuito independente, até assinar com a empresa Big Time Wrestling em Dallas, Texas.
Em 1961, se juntou à American Wrestling Association, onde interpretava o personagem Otto Von Krupp, um alemão que contava com uma suástica em seu uniforme.
Seu nome mais conhecido foi adotado em 1962. Passou a usar o nome Boris Malenko, um espião da antiga União Soviética, pois naquela época ocorria a Guerra Fria. Recebeu apelidos como "Dr. Malenko", "Professor Malenko" e mais notavelmente "The Great Malenko"
Lawrence venceria vários títulos regionais da NWA, trabalhando em diversos territórios ao longo de sua carreira. Também fez turnês no Japão, trabalhando tanto com a All-Japan quando a New Japan Pro Wrestling. Nesta última, destaca-se uma série de lutas contra Antonio Inoki.
Outros oponentes notáveis de sua carreira incluem Johnny Valentine, José Lothario e Wahoo McDaniel.
Aposentou-se em 1979, e administrou uma escola de wrestling com seus filhos até sua morte, em 1994, devido à leucemia. Entre os pupilos mais famosos da família Malenko, destacam-se Bob Orton Jr., Kane, X-Pac, entre outros.
Em 2016, foi postumamente induzido ao Hall da Fama da NWA, e em 2018, ao da WWE.